# 光谷同济医院站
光谷同济医院站位于中华人民共和国湖北省武汉市洪山区，是武汉地铁11号线的地铁车站。建设时期名为“药监局站”。

## 车站结构
车站位于高新大道和三环线交叉路口向东约700m，车站沿高新大道布设，呈东西走向。本站为地下二层单柱双跨明挖岛式站台车站，地下一层为站厅层，地下二层为站台层。车站在高新大道两侧布置有4个出入口。

### 楼层分布
| 地面     | 地面               | 出入口                               |  |  |
| 地下一层 | 站厅               | 售票机、客服中心、武漢通充值、洗手間 |  |  |
| 地下二层 |                    | █ 11号线 往江安路（湖口）            |  |  |
|          | 岛式站台，左侧开门 |                                      |  |  |
|          |                    | █ 11号线 往葛店南站（光谷生物园）    |  |  |

### 車站出口
|                                                 |      |                                                                           |
| 出口編號                                        | 設施 | 建議前往的目的地                                                          |
| A                                               |      | 高新大道 湖北省食品药品监督检验研究院                                     |
| B                                               |      | 高新大道 创新南路、湖北省食品药品监督检验研究院、光谷生物城、人福医药集团 |
| C                                               |      | 高新大道 湖北省医疗器械质量监督检验研究院                                 |
| D                                               |      | 高新大道 同济医院（光谷院区）、湖北省医疗器械质量监督检验研究院           |
| 注： 設有升降機 \| 設有輪椅升降台 \| 設有洗手間 |      |                                                                           |

## 运营信息
- 11号线首末班车时间

### 内部链接
- 武汉地铁车站列表